# الحياة الجديدة (مهير بابا)

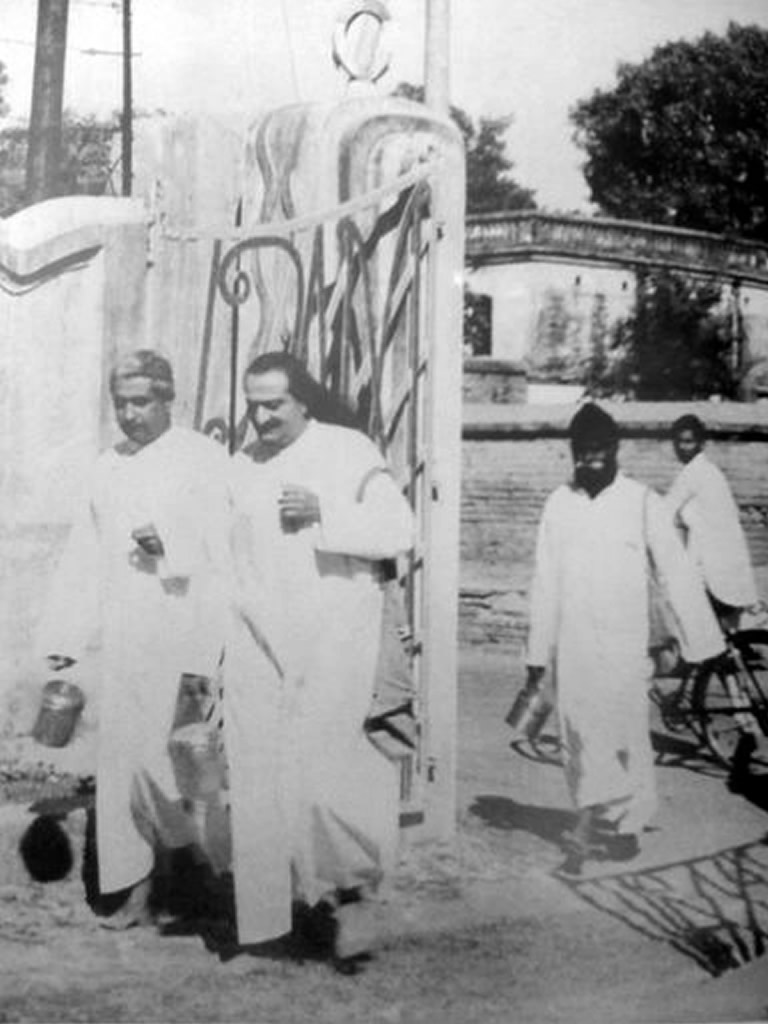
مهير بابا مع تلاميذه يتسولون خلال فترة حياته الجديدة 1949-1952

كانت الحياة الجديدة فترة من التخلي، والحج، والمغامرات الروحية التي قام بها المعلم الروحي الهندي مهير بابا في 16 أكتوبر 1949. اختار بابا عشرون رفيقاً لينضموا إليه في هذه الحياة الموصوفة ذاتياً بالاعتماد الكامل على الله، قائلاً لأصحابه: «خلال تلك الفترة، سنعيش الحياة تحت رحمة العالم. سوف تكون حياة من العجز التام واليأس.»
بعد توزيع المخصصات على الذين يعتمدون عليه، تخلى مهير بابا ورفاقه عن جميع المسؤوليات المالية والملكية الخاصة. ثم سافروا حول الهند متخفين، من دون مال، وتوسلوا للحصول على طعامهم، نفذوا تعليمات بابا للعيش في توافق صارم مع «شروطه حول الحياة الجديدة». وشملت هذه القبول المطلق لظروف حياتهم، ومواجهة أي صعوبة بالفرح والهتاف. تم طرد هؤلاء الصحابة الذين فشلوا في الامتثال. هذه المرحلة من حياة ميه بابا بلغت ذروتها في أوائل عام 1952 بعد أكثر من عامين.
عندما ضغط بعض الناس الفضوليين للحصول علي مزيد من التوضيح حول "الحياة الجديدة"، أصدر ميهر بابا تعليماته إلى رفاقه في الحياة الجديدة ليقولوا هذا كثيراً: "اليأس يعني نبذ كل الآمال. الغموض يعني نبذ جميع الأهداف. العجز يعني التخلي عن جميع المساعدة. لا سيد ولا تلاميذ يعني نبذ الروحانية. والحياة الجديدة التي تفكر بها تعني في النهاية التخلي المطلق. لذلك، إذا كان أي شخص يسأل عن ماهية هذه الحياة الجديدة، فقل "التخلي المطلق والكمال". إذا كانوا يسألون "التخلي عن ماذا؟" قل، "عن كل شيء - الأهداف، والأمل، والمساعدة والحياة نفسها."
تم توثيق قصة الحياة الجديدة في كتاب بعنوان "حكايات من الحياة الجديدة مع مهير بابا (1976)". كما تم وصفه بالتفصيل في كتاب من تأليف تشارلز بوردوم بعنوان "الرجل الإله (1964)، وذُكر في كتب "مهير برابه: اللورد مهير" من تأليف بهاو كالشوري (في المجلد 10 من الطبعة الإنجليزية الأولى، 1996؛ في المجلد 5 من طبعة حيدر أباد، طبعة الهند، 2005.

## ذروة الحياة الجديدة ومانوناش
انتهى حج الحياة الجديدة في السهول الشبه صحراوية في شمال غرب الهند، خلال فترة أكتوبر / تشرين الأول حتى ديسمبر / كانون الأول 1951، في مرحلة جديدة تسمى مانوناش (إبادة العقل). كما أشار بابا، تم تنفيذ عمل مانوناش من أجل «التخلي عن الإرادة الشخصية في الإزادة الإلهية».
في الفترة من 15 إلى 24 أكتوبر 1951، صام مهير بابا لمدة عشرة أيام، قضاها بالتأمل والعزلة داخل كهف صخري على قمة تل، وتحيط به دارغا حضرت بابا فخر الدين، ومعبد فيشنو قديم، بالقرب من خاجاجودا. في 16 تشرين الأول 1951، قام آيروش، واحد من الصحابة خمسة، بحمل علبة تحتوي على خمس نماذج لمعبد ومسجد وكنيسة و باغودا ، ومعبد بارسي لعبادة النار، منقوش عليها بالمرمر على الحجر والرخام. تمثل النماذج الخمسة الأديان الرئيسية في العالم: الهندوسية والإسلام والمسيحية والبوذية والزرادشتية. رتبت على الحافة داخل كهف الصخور.
وشرح مهير باب أنه قام بالمانوناش من الناحية الروحية نيابة عن الرفاهية الروحية للبشرية جمعاء.
بعد الظهر من 24 أكتوبر 1951، غادر بابا مع اصحابه الخمسة خاشاغودا باهادالى إلى تلة الخلاء في مؤخرة مهرازاد سيرا على الأقدام من تلة خاجاغودا إلى تلة مهراجاد. اخذت الرحلة شهرا من الزمن.
يستشهد كتاب «لمحات من الرجل الإله مهير بابا» ، للمؤلف بال ناتو، برسالة بابا حول إبادة العقل خلال اجتماع مانوناش في حيدر أباد.

في أكتوبر 1949، في سن الـ 55، شرع مهر بابا مع عشرين من الصحابة، وأربعة نساء وستة عشر رجلا مندالي. الجدول التالي يسرد اسمائهم مع أعمارهم في ذلك الوقت.
| الصحابة النساء 1. ميهيرا ايراني، 42 2. ماني إيراني، 31 3. ميهرو إيراني، 22 4. جوهر إيراني، 33 | الصحابة الذكور 1. أدي Sr., 45 2. علي أكبر (ألوبا), 33 3. أنا 104, 60 4. باباداس، 40 5. بيدول، 56 6. دولت سينغ، 59 7. د. ويليام دونكن (الأوروبي الوحيد، 37 8. إيروش جيسوالا، 33 9. Dr. عبد الغني منصف (غاني), 58 10. غوستادجي، 59 11. كاكا باريا، 58 12. مورلي كايل، 30 13. نيلو، 45 14. بيندو، 45 15. ساداشيف باتل، 60 16. فيشنو، 45 |

## روابط خارجية
- نيو لايف انثولوجي